# Дискаунтър
Дискаунтър (от английски: discount, „отстъпка“) е вид магазин, който продава на цени, по-ниски от обичайните на пазара. Това се постига чрез продажбата на големи обеми от по-ограничен асортимент стоки с опростено представяне, често продавани под собствена търговска марка. Дискаунтърите могат да предлагат разнородни стоки, подобно на супермаркети и хипермаркети, или да са специализирани в определена категория стоки.